# 陸方蟹屬
陸方蟹屬（Geograpsus）是十足目短尾下目（螃蟹）方蟹科的其中一個屬，包括有五個物種。
目前在台灣分布的陸方蟹屬生物有以下三種：
- 毛足陸方蟹 Geograpsus crinipes (Dana, 1851)
- 格雷陸方蟹 Geograpsus grayi (H. Milne-Edwards, 1853)
- 斯氏陸方蟹 Geograpsus stormi De Man, 1895

其他地區尚有：
- 藍青陸方蟹 Geograpsus lividus (H. Milne-Edwards, 1837)，模式種。

以下品種只有化石：
- † 塞氏陸方蟹 Geograpsus severnsi Paulay & Starmer, 2011

## 外部連結
- 维基共享资源上的相關多媒體資源：陸方蟹屬